# IC 1063
IC 1063 је спирална галаксија у сазвјежђу Дјевица која се налази на листи објеката дубоког неба у Индекс каталогу.
Деклинација објекта је + 4° 40' 53" а ректасцензија 14h 52m 10,9s. Привидна величина (магнитуда) објекта IC 1063 износи 13,7 а фотографска магнитуда 14,5. IC 1063 је још познат и под ознакама IC 1064, UGC 9565, MCG 1-38-7, CGCG 48-36, IRAS 14496+0453, PGC 53094.